# Sobralia pumila
Sobralia pumila är en orkidéart som beskrevs av Robert Allen Rolfe. Sobralia pumila ingår i släktet Sobralia och familjen orkidéer. Inga underarter finns listade i Catalogue of Life.